# Stiefler Schloss
Das Stiefler Schloss ist eine sehr kleine Burgruine bei St. Ingbert im saarländischen Saarpfalz-Kreis.
Es konnte bisher nicht abschließend geklärt werden, welchen Zwecken die mittelalterliche Turmhügelburg diente. Mit der Erbauung im frühen Mittelalter ist das Stiefeler Schloss jedenfalls eine der ältesten Burgruinen Deutschlands.

## Lage

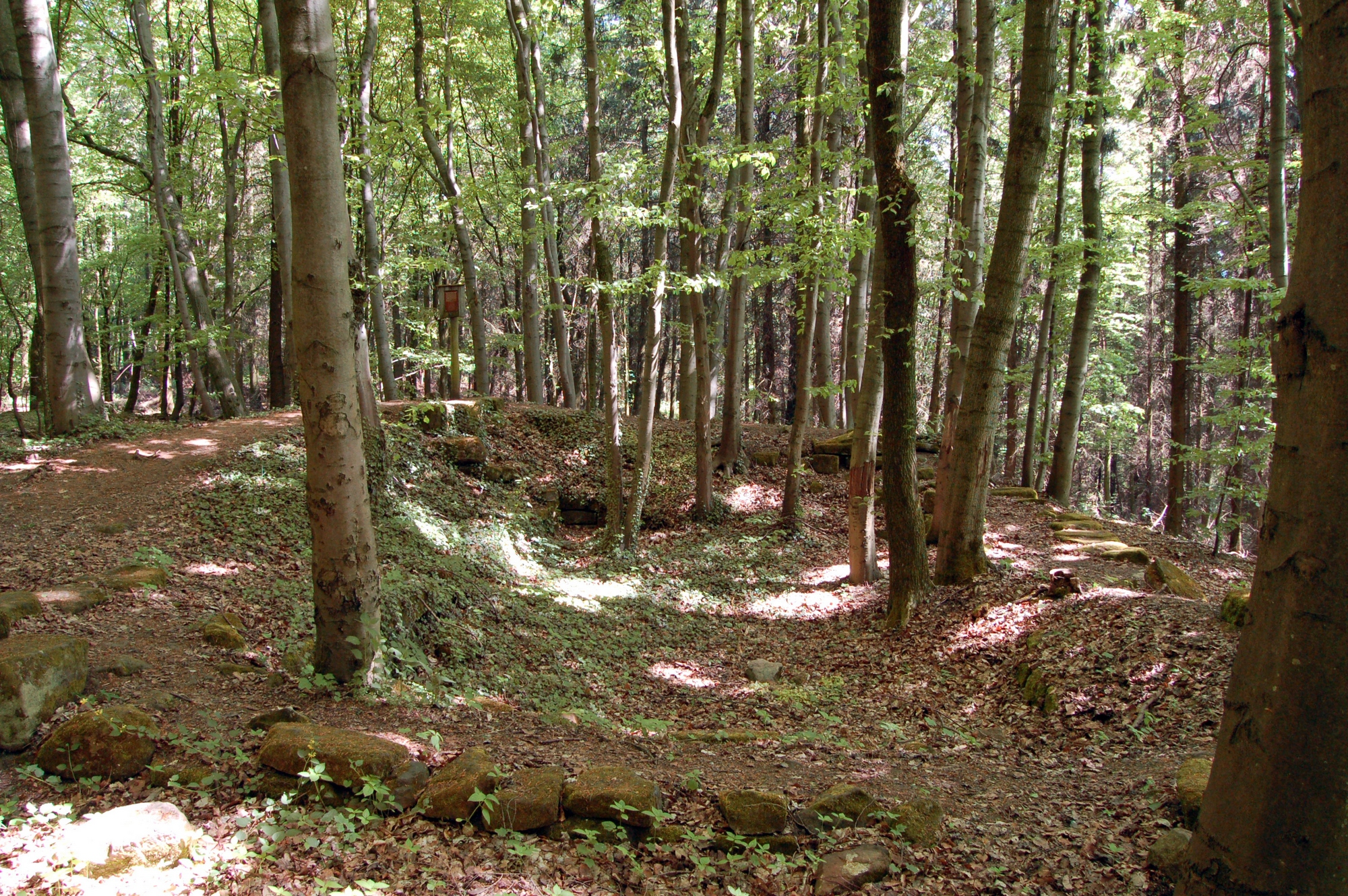
Die Überreste des Stiefeler Schlosses

Die Überreste der einstigen Höhenburg befinden sich im äußersten südöstlichen Teil des Hochplateaus auf dem Großen Stiefel, einem markanten Berg zwischen Rentrisch und Sengscheid.
Der Stiefelfelsen befindet sich fast entgegengesetzt am nordöstlichen Rand des Großen Stiefels. Im Juli 2006 wurde ein ausgeschilderter Pfad zum Kulturdenkmal „Stiefeler Schloss“ angelegt.

## Geschichte
Nach historischen Erkenntnissen und archäologischen Ausgrabungen in den Jahren 1897, 1898 und 1900 hatte die Burg sehr wahrscheinlich schon ein um 450 n. Chr. erbautes Vorwerk. Man kann nur vermuten, dass die Burg ab dem 10. Jahrhundert der Grenzsicherung diente und im späten Mittelalter verfiel.
August Heintz vermutete 1875 auf dem Großen Stiefel den Standort der Burg „Weinantstein“, die 1387 zur Hälfte dem Pfalzgrafen Ruprecht dem Älteren und 1398 zum Teil dem Pfalzgrafen Ruprecht dem Jüngeren verliehen und danach nicht mehr erwähnt wurde. Die beiden Lehensbriefe von 1387 und 1398 zur „Veste Weynantstein“ beziehen sich allerdings nach heutigem Forschungsstand auf Burg Alt-Windstein im Wasgau.

## Anlage
Die Turmhügelburg bestand aus einem rechteckigen 8,4 × 11,4 m großen Steinbau. Erhalten sind lediglich die Fundamente.